# نمادهای ملی آلمان
نمادهای ملی آلمان (انگلیسی: National symbols of Germany) نمادهایی هستند که در آلمان برای نشان دادن آنچه که منحصر به این کشور است، استفاده می‌شود و این نمادها جنبه‌های مختلف تاریخ و زندگی فرهنگی این کشور را بازتاب می‌دهد.

## نمادها
|                         | Symbol            | Image                      | Notes |
| ----------------------- | ----------------- | -------------------------- | ----- |
| پرچم                    | پرچم آلمان        | German National Flag       | [ ۱ ] |
| نشان ملی                | نشان ملی آلمان    | Emblem of Germany          | [ ۱ ] |
| سرود ملی                | سرود آلمانی‌ها     | Deutschlandlied            | [ ۱ ] |
| نشان عظمت (نیروی نظامی) | صلیب آهنین        |                            | [ ۱ ] |
| فهرست درختان ملی        | بلوط              |                            | [ ۱ ] |
| نماد اتحاد دوباره آلمان | دروازه براندنبورگ | Brandenburg Gate in Berlin | [ ۱ ] |
| جانور ملی               | عقاب سیاه         |                            |       |